# Wang Yameng
Wang Yameng (Quingdao, 1981) é uma violonista chinesa, conhecida por seu trabalho com Beijin Guitar Duo.
Antes de trabalhar com o Beijin Guitar Duo, ela tocava no quarteto  Four Angels, com Su Meng, Li Jie e Chen Shanshan.

## Prêmios e Indicações
- Com 12 anos, tornou-se a musicista mais jovem a ganhar o Tokyo International Guitar Competition[1]
- Com 13 anos, ganhou seu segundo prêmio na competição Michele Pittaluga International Classical Guitar Competition na Itália[1]
- Com 14 anos foi convidada pela Radio France para tocar no Paris International Guitar Art Week e logrou a segunda posição no La Infanta Doña Cristina International Guitar Competition da Espanha.[1]

## Discografia
- 1999 - Caprice
- 2004 - Classic Guitar - Aquarelle, Un Sueno en la Floresta
- 2006 - Guitar Concert in Korea(com Four Angels Quartet)

### Videografia
- 2005 - Yameng Wang & Meng Su  (Guitar Concert in Korea - Live)
- 2006 - Guitar Concert in Korea(com Four Angels Quartet)